# Coal Creek (Fremont County, Colorado)
Coal Creek és una població dels Estats Units a l'estat de Colorado. Segons el cens del 2000 tenia 303 habitants.

## Demografia
Segons el cens del 2000, Coal Creek tenia 303 habitants, 114 habitatges, i 76 famílies. La densitat de població era de 119,4 habitants per km².
Per edats la població es repartia de la següent manera: un 31,4% tenia menys de 18 anys, un 5,0% entre 18 i 24, un 28,1% entre 25 i 44, un 24,8% de 45 a 60 i un 10,9% 65 anys o més.
L'edat mediana era de 37 anys. Per cada 100 dones de 18 o més anys hi havia 84,1 homes.
La renda mediana per habitatge era de 26.563 $ i la renda mediana per família de 29.583 $. Els homes tenien una renda mediana de 17.500 $ mentre que les dones 21.250 $. La renda per capita de la població era de 12.563 $. Entorn del 14,3% de les famílies i el 18,6% de la població estaven per davall del llindar de pobresa.

## Poblacions més properes
El següent diagrama mostra les poblacions més properes.